# Mager bägarlav
Mager bägarlav (Cladonia macilenta) är en lavart som beskrevs av Hoffm.. Mager bägarlav ingår i släktet Cladonia, och familjen Cladoniaceae. Arten är reproducerande i Sverige.

## Bildgalleri

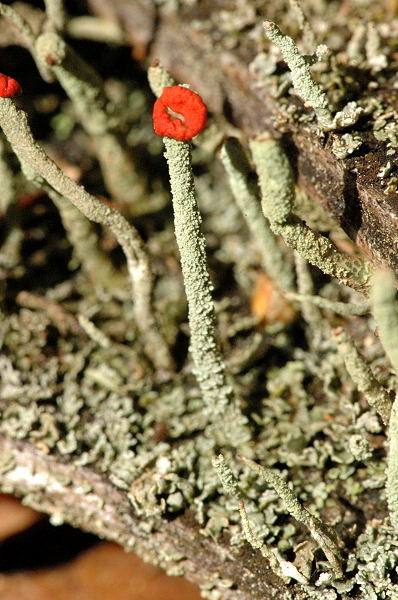
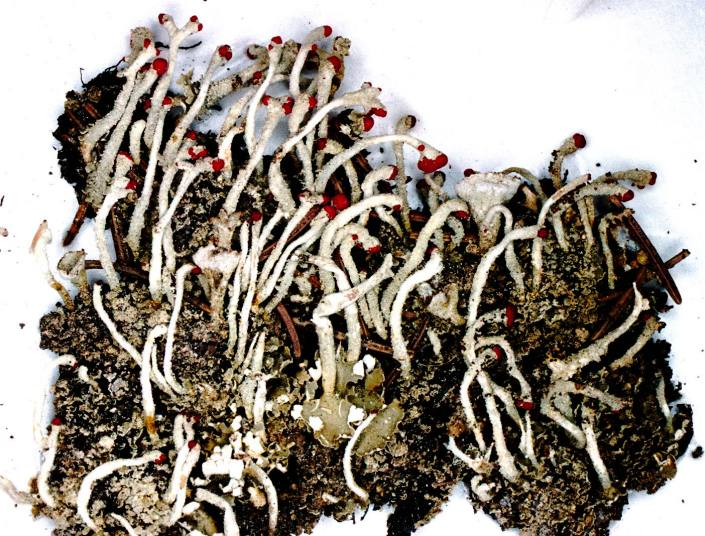
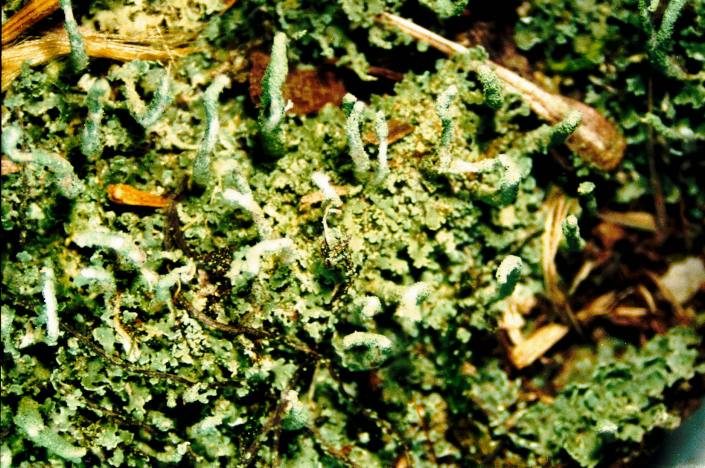
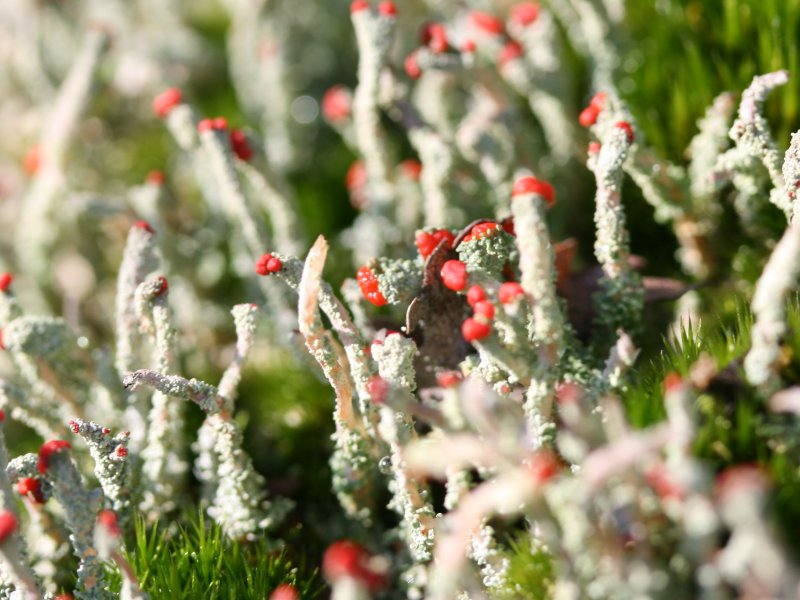
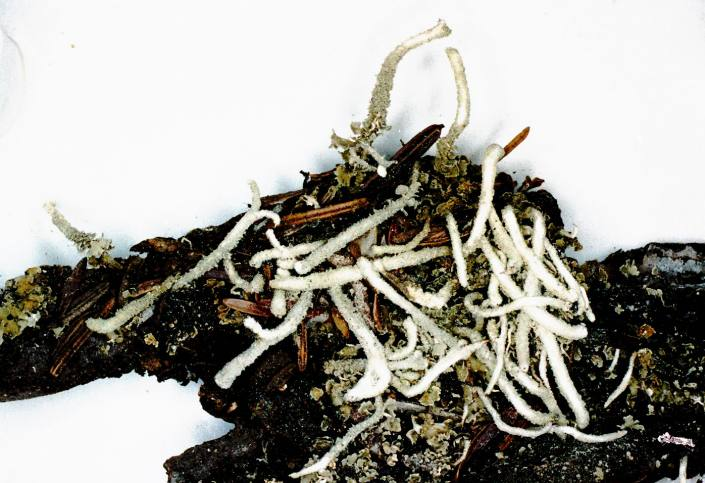
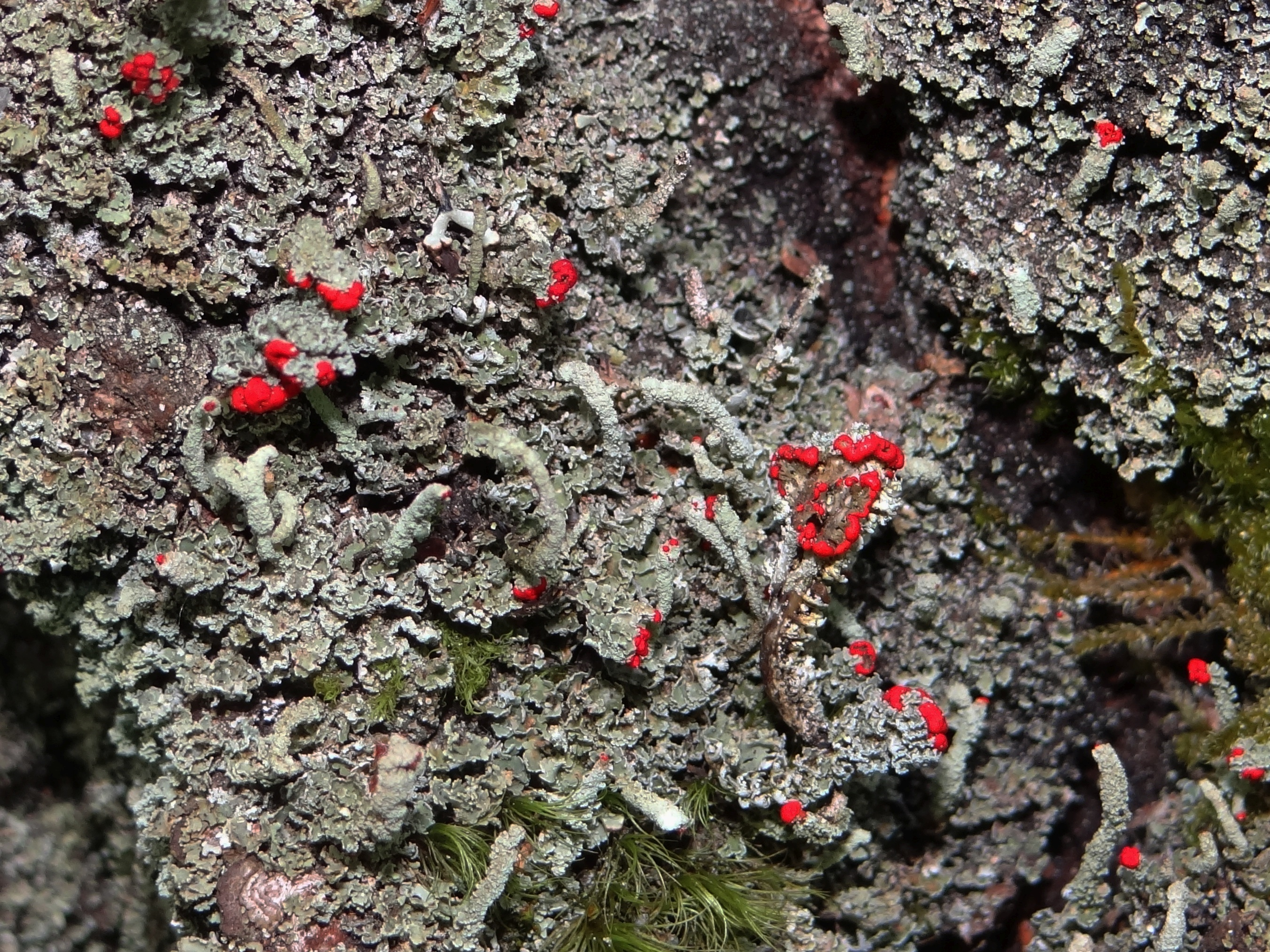